# 보이땃쥐
보이땃쥐(Crocidura voi)는 땃쥐과에 속하는 포유류의 일종이다. 베넹과 부르키나 파소, 카메룬, 중앙아프리카공화국, 차드, 에티오피아, 가나, 케냐, 말리, 니제르, 나이지리아, 소말리아, 수단 그리고 토고에서 발견된다. 자연 서식지는 건조한 사바나 지역이다.